# Associazione Calcio Bellinzona 2019-2020
Questa voce raccoglie le informazioni riguardanti il Bellinzona nelle competizioni ufficiali della stagione 2019-2020.

## Stagione
Nella stagione 2019-2020 il Bellinzona, allenato da Luigi Tirapelle, Maurizio Jacobacci e Valerio Jemmi, concluse il campionato di Promotion League al 6º posto. In Coppa Svizzera il Bellinzona fu eliminato al secondo turno dal Neuchâtel Xamax.

## Rosa
| N. |                               | Ruolo | Calciatore           |
| -- | ----------------------------- | ----- | -------------------- |
| 1  | Svizzera (bandiera)           | P     | Ulisse Pelloni       |
| 3  | Svizzera (bandiera)           | D     | Michele Monighetti   |
| 4  | Svizzera (bandiera)           | C     | Luca Quadri          |
| 5  | Svizzera (bandiera)           | D     | Antonio Felitti      |
| 6  | Svizzera (bandiera)           | D     | Mattia Schneeberger  |
| 7  | Svizzera (bandiera)           | C     | Salvatore Guarino    |
| 8  | Svizzera (bandiera)           | C     | David Forzano        |
| 10 | Svizzera (bandiera)           | C     | Mirko Facchinetti    |
| 11 | Svizzera (bandiera)           | A     | Giovanni Italo       |
| 12 | Svizzera (bandiera)           | P     | Stefan Vidovic       |
| 14 | Macedonia del Nord (bandiera) | C     | Kristijan Ivanov     |
| 16 | Svizzera (bandiera)           | A     | Kevin Guidotti       |
| 17 | Serbia (bandiera)             | C     | Nikola Milosavljević |

| N. |                               | Ruolo | Calciatore       |
| -- | ----------------------------- | ----- | ---------------- |
| 19 | Svizzera (bandiera)           | D     | Patrick Berera   |
| 22 | Italia (bandiera)             | D     | Diego Cedeno     |
| 22 | Argentina (bandiera)          | D     | Gonzalo Soto     |
| 23 | Argentina (bandiera)          | A     | Gastón Magnetti  |
| 24 | Macedonia del Nord (bandiera) | C     | Manuel Cepilov   |
| 26 | Uruguay (bandiera)            | A     | Leonardo Melazzi |
| 29 | Svizzera (bandiera)           | C     | Luca Anselmi     |
| 33 | Svizzera (bandiera)           | D     | Daniele Russo    |
|    | Svizzera (bandiera)           | P     | Luigi Di Lauro   |
|    | Svizzera (bandiera)           | P     | Aleandro Prati   |
|    | Svizzera (bandiera)           | D     | Ivan Lurati      |
|    | Svizzera (bandiera)           | C     | Tiziano Villa    |
|    | Svizzera (bandiera)           | A     | Ivan Facchin     |

## Organigramma societario
Area direttiva
- Presidente: Paolo Righetti
- Vice presidente: Flavio Facchin

Area organizzativa
- Direttore tecnico: Andy Schär
- Team manager: Daniele Murru

Area comunicazione
- Responsabile: Timothy Fargeon

Collaboratori
- Magazziniere: Roberto Mercoli

Area tecnica
- Allenatore: Valerio Jemmi
- Allenatore in seconda: Marco Piccinno
- Preparatore dei portieri: Ramon Consoli
- Preparatori atletici: Roberto Ghielmetti
- Direttore sportivo: Paolo Gaggi

Area sanitaria
- Massaggiatori: Giuseppe La Falce
- Medico sociale: Cristiano Bernasconi

## Calciomercato

### Sessione estiva
| Acquisti | Acquisti             | Acquisti                  | Acquisti       |
| R.       | Nome                 | da                        | Modalità       |
| -------- | -------------------- | ------------------------- | -------------- |
| A        | Sergio Cortelezzi    | Wil                       | acquisto       |
| D        | Patrick Cazzaniga    | Yverdon                   | acquisto       |
| C        | Kristijan Ivanov     | Akad. Pandev              | acquisto       |
| D        | Guillermo Padula     | Mendrisio                 | acquisto       |
| D        | Michele Monighetti   | Chiasso                   | prestito       |
| P        | Marko Rajkovacic     | Losone Sportiva           | prestito       |
| C        | Nikola Milosavljevic | Sion                      | prestito       |
| C        | Leonardo Melazzi     | Rampla Jrs                | acquisto       |
| D        | Gonzalo Soto         | non conosciuta (bandiera) | svincolato     |
| P        | Stefan Vidović       | Bellinzona U-18           | proprio vivaio |
| A        | Manuel Cepilov       | Bellinzona U-18           | proprio vivaio |

| Cessioni | Cessioni           | Cessioni        | Cessioni      |
| R.       | Nome               | a               | Modalità      |
| -------- | ------------------ | --------------- | ------------- |
| D        | Tito Tarchini      | Mendrisio       | definitivo    |
| C        | Alessio Bottani    | Agno            | definitivo    |
| D        | André Poças        | Arbedo          | definitivo    |
| C        | Bahadir Yesilçayir | Kriens          | definitivo    |
| C        | Edmond Berzati     | Chiasso         | prestito      |
| C        | Siyar Doldur       | Chiasso         | definitivo    |
| P        | Aleandro Prati     | Mendrisio       | prestito      |
| D        | Léo Farine         | Neuchâtel Xamax | fine prestito |

### Sessione invernale
| Acquisti | Acquisti       | Acquisti        | Acquisti       |
| R.       | Nome           | da              | Modalità       |
| -------- | -------------- | --------------- | -------------- |
| A        | Ivan Facchin   | Chiasso         | prestito       |
| D        | Ivan Lurati    | Chiasso         | prestito       |
| P        | Aleandro Prati | Mendrisio       | fine prestito  |
| C        | Kevin Guidotti | Bellinzona U-18 | proprio vivaio |

| Cessioni | Cessioni          | Cessioni           | Cessioni      |
| R.       | Nome              | a                  | Modalità      |
| -------- | ----------------- | ------------------ | ------------- |
| D        | Daniel Maffi      | Agno               | definitivo    |
| D        | Patrick Cazzaniga | Agno               | definitivo    |
| A        | Sergio Cortelezzi | Yverdon            | definitivo    |
| D        | Guillermo Padula  | Paradiso           | definitivo    |
| A        | Manuel Cepilov    | Gambarogno-Contone | definitivo    |
| A        | David Stojanov    | Mendrisio          | prestito      |
| P        | Marko Rajkovacic  | Losone Sportiva    | fine prestito |

## Risultati

### Promotion League
| Arbitro: | Kanagasingam |

|                                     |           |              |
| Neün 7’ Peyretti 32’ Sejmenović 49’ | Marcatori | 47’ Magnetti |

| Arbitro: | Huwiler |

|  |           |                                         |
|  | Marcatori | 2’ Magnetti 16’ Melazzi 65’ Facchinetti |

| Arbitro: | Hänggi |

|                                     |           |           |
| Fischer 5’ Gomes 16’ Mislimovic 84’ | Marcatori | 18’ Russo |

| Arbitro: | Thies |

|                          |           |               |
| Magnetti 61’ (rig.), 74’ | Marcatori | 12’ Sulejmani |

| Arbitro: | Huber |

|           |           |                           |
| Causi 78’ | Marcatori | 75’ Stojanov 90’ Magnetti |

| 22 marzo 2020, ore CET 6ª giornata | Bellinzona | 0 – 0 referto | Breitenrain | \| Arbitro: \| Gianforte \| |
| Arbitro:                           | Gianforte  |               |             |                             |

| Arbitro: | Huwiler |

|                             |           |             |
| Brunner 3’ Elmer 51’ (rig.) | Marcatori | 53’ Melazzi |

| Arbitro: | Rothenfluh |

|  |           |             |
|  | Marcatori | 38’ Correia |

| Arbitro: | Odiet |

|                             |           |                                          |
| Hubacher 16’ Marinković 42’ | Marcatori | 25’, 27’ (rig.), 87’ Cortelezzi 81’ Soto |

| Bellinzona 28 settembre 2019, ore 17:30 CEST 10ª giornata | Bellinzona | 0 – 0 referto | Bavois | Stadio comunale (620 spett.)\| Arbitro: \| Borra \| |
| Arbitro:                                                  | Borra      |               |        |                                                     |

| Arbitro: | Hänggi |

|            |           |                                    |
| Titaro 12’ | Marcatori | 3’, 5’, 45’ Cortelezzi 39’ Melazzi |

| Arbitro: | Schärli |

|             |           |                                  |
| Melazzi 89’ | Marcatori | 51’ Vesco 68’ Gaudiano 74’ Vishi |

| Arbitro: | von Mandach |

|                                  |           |           |
| Cecchini 45’ (rig.) Foschini 90’ | Marcatori | 51’ Russo |

| Arbitro: | von Mandach |

|  |           |                           |
|  | Marcatori | 5’ Soto 11’, 34’ Magnetti |

| Bellinzona 3 novembre 2019, ore 14:30 CET 15ª giornata | Bellinzona | 0 – 0 referto | Stade Nyonnais | Stadio comunale (820 spett.)\| Arbitro: \| Carrard \| |
| Arbitro:                                               | Carrard    |               |                |                                                       |

| Arbitro: | Turkes |

|              |           |  |
| Magnetti 17’ | Marcatori |  |

| Arbitro: | Odiet |

|                                                                      |           |                           |
| Cortelezzi 14’ (rig.) Magnetti 20’, 27’, 47’, 68’ (rig.) Melazzi 54’ | Marcatori | 25’ Harambasic 90’ Bühler |

| 1º marzo 2020, ore CET 18ª giornata | Bellinzona | – non disputata | Black Stars Basilea |  |

| 7 marzo 2020, ore CET 19ª giornata | Zurigo II | – non disputata | Bellinzona |  |

| 15 marzo 2020, ore CET 20ª giornata | Bellinzona | – non disputata | YF Juventus |  |

| 21 marzo 2020, ore CET 21ª giornata | Bellinzona | – non disputata | Breitenrain |  |

| 29 marzo 2020, ore CET 22ª giornata | Bellinzona | – non disputata | Rapperswil-Jona |  |

| 4 aprile 2020, ore CEST 23ª giornata | Étoile Carouge | – non disputata | Bellinzona |  |

| 11 aprile 2020, ore CEST 24ª giornata | Bellinzona | – non disputata | Münsingen |  |

| 19 aprile 2020, ore CEST 25ª giornata | Bavois | – non disputata | Bellinzona |  |

| 26 aprile 2020, ore CEST 26ª giornata | Bellinzona | – non disputata | Brühl |  |

| 2 maggio 2020, ore CEST 27ª giornata | Basilea II | – non disputata | Bellinzona |  |

| 10 maggio 2020, ore CEST 28ª giornata | Bellinzona | – non disputata | Cham |  |

| 16 maggio 2020, ore CEST 29ª giornata | Bellinzona | – non disputata | Sion II |  |

| 23 maggio 2020, ore CEST 30ª giornata | Stade Nyonnais | – non disputata | Bellinzona |  |

### Coppa Svizzera
| Magadino 17 agosto 2019, ore 18:30 CEST Primo turno                                                  | Gambarogno-Contone | 0 – 5 referto                                                      | Bellinzona | Centro Sportivo Regionale (1 613 spett.) |
| \| \| \| \| \| \| Marcatori \| 6’ Stojanov 12’ (rig.), 37’ Cortelezzi 15’ Facchinetti 83’ Guarino \| |                    |                                                                    |            |                                          |
| |                    |                                                                    |            |                                          |
| | Marcatori          | 6’ Stojanov 12’ (rig.), 37’ Cortelezzi 15’ Facchinetti 83’ Guarino |            |                                          |

| Arbitro: | Horisberger |

|              |           |                       |
| Stojanov 79’ | Marcatori | 34’ Karlen 66’ Ramizi |

## Statistiche

### Statistiche di squadra
| Competizione     | Punti | In casa | In casa | In casa | In casa | In casa | In casa | In trasferta | In trasferta | In trasferta | In trasferta | In trasferta | In trasferta | Totale | Totale | Totale | Totale | Totale | Totale | DR  |
| Competizione     | Punti | G       | V       | N       | P       | Gf      | Gs      | G            | V            | N            | P            | Gf           | Gs           | G      | V      | N      | P      | Gf     | Gs     | DR  |
| ---------------- | ----- | ------- | ------- | ------- | ------- | ------- | ------- | ------------ | ------------ | ------------ | ------------ | ------------ | ------------ | ------ | ------ | ------ | ------ | ------ | ------ | --- |
| Promotion League | 27    | 8       | 3       | 3       | 2       | 10      | 7       | 9            | 5            | 0            | 4            | 20           | 14           | 17     | 8      | 3      | 6      | 30     | 21     | +9  |
| Coppa Svizzera   | -     | 1       | 0       | 0       | 1       | 1       | 2       | 1            | 1            | 0            | 0            | 5            | 0            | 2      | 1      | 0      | 1      | 6      | 2      | +4  |
| Totale           | 27    | 9       | 3       | 3       | 3       | 11      | 9       | 10           | 6            | 0            | 4            | 25           | 14           | 19     | 9      | 3      | 7      | 36     | 23     | +13 |

### Andamento in campionato
| Giornata  | 1  | 2 | 3 | 4 | 5 | 6 | 7  | 8  | 9 | 10 | 11 | 12 | 13 | 14 | 15 | 16 | 17 |
| --------- | -- | - | - | - | - | - | -- | -- | - | -- | -- | -- | -- | -- | -- | -- | -- |
| Luogo     | T  | T | T | C | T | C | T  | C  | T | C  | T  | C  | T  | T  | C  | C  | C  |
| Risultato | P  | V | P | V | V | N | P  | P  | V | N  | V  | P  | P  | V  | N  | V  | V  |
| Posizione | 14 | 5 | 9 | 7 | 3 | 7 | 10 | 10 | 8 | 8  | 7  | 9  | 10 | 8  | 7  | 7  | 6  |

Legenda:

Luogo: C = Casa; T = Trasferta. Risultato: V = Vittoria; N = Pareggio; P = Sconfitta.

### Statistiche dei giocatori
| Giocatore        | Promotion League | Promotion League | Promotion League | Promotion League | Coppa Svizzera | Coppa Svizzera | Coppa Svizzera | Coppa Svizzera | Totale   | Totale | Totale      | Totale     |
| Giocatore        | Presenze         | Reti             | Ammonizioni      | Espulsioni       | Presenze       | Reti           | Ammonizioni    | Espulsioni     | Presenze | Reti   | Ammonizioni | Espulsioni |
| ---------------- | ---------------- | ---------------- | ---------------- | ---------------- | -------------- | -------------- | -------------- | -------------- | -------- | ------ | ----------- | ---------- |
| L. Anselmi       | 1                | 0                | 0                | 0                | 0              | 0              | 0              | 0              | 1        | 0      | 0           | 0          |
| I. Audino        | 4                | 0                | 0                | 0                | 1              | 0              | 1              | 0              | 5        | 0      | 1           | 0          |
| P. Berera        | 9                | 0                | 1                | 0                | 0              | 0              | 0              | 0              | 9        | 0      | 1           | 0          |
| M. Bueno         | 0                | 0                | 0                | 0                | 0              | 0              | 0              | 0              | 0        | 0      | 0           | 0          |
| P. Cazzaniga     | 7                | 0                | 2                | 0                | 0              | 0              | 0              | 0              | 7        | 0      | 2           | 0          |
| D. Cedeno        | 1                | 0                | 0                | 0                | 0              | 0              | 0              | 0              | 1        | 0      | 0           | 0          |
| M. Cepilov       | 0                | 0                | 0                | 0                | 0              | 0              | 0              | 0              | 0        | 0      | 0           | 0          |
| S. Cortelezzi    | 13               | 7                | 1                | 0                | 2              | 2              | 0              | 0              | 15       | 9      | 1           | 0          |
| L. Di Lauro      | 0                | 0                | 0                | 0                | 0              | 0              | 0              | 0              | 0        | 0      | 0           | 0          |
| I. Facchin       | 0                | 0                | 0                | 0                | 0              | 0              | 0              | 0              | 0        | 0      | 0           | 0          |
| M. Facchinetti   | 13               | 1                | 4                | 0                | 2              | 1              | 0              | 0              | 15       | 2      | 4           | 0          |
| A. Felitti       | 15               | 0                | 2                | 0                | 2              | 0              | 1              | 0              | 17       | 0      | 3           | 0          |
| D. Forzano       | 13               | 0                | 1                | 0                | 2              | 0              | 0              | 0              | 15       | 0      | 1           | 0          |
| J. Gimenez       | 0                | 0                | 0                | 0                | 0              | 0              | 0              | 0              | 0        | 0      | 0           | 0          |
| S. Guarino       | 13               | 0                | 1                | 0                | 2              | 1              | 0              | 0              | 15       | 1      | 1           | 0          |
| K. Guidotti      | 0                | 0                | 0                | 0                | 0              | 0              | 0              | 0              | 0        | 0      | 0           | 0          |
| G. Italo         | 11               | 0                | 1                | 0                | 0              | 0              | 0              | 0              | 11       | 0      | 1           | 0          |
| K. Ivanov        | 12               | 0                | 0                | 0                | 2              | 0              | 0              | 0              | 14       | 0      | 0           | 0          |
| I. Lurati        | 0                | 0                | 0                | 0                | 0              | 0              | 0              | 0              | 0        | 0      | 0           | 0          |
| D. Maffi         | 5                | 0                | 0                | 0                | 1              | 0              | 0              | 0              | 6        | 0      | 0           | 0          |
| G. Magnetti      | 10               | 12               | 3                | 0                | 0              | 0              | 0              | 0              | 10       | 12     | 3           | 0          |
| B. Martignoni    | 0                | 0                | 0                | 0                | 0              | 0              | 0              | 0              | 0        | 0      | 0           | 0          |
| L. Melazzi       | 15               | 5                | 4                | 0                | 2              | 0              | 1              | 0              | 17       | 5      | 5           | 0          |
| N. Milosavljević | 12               | 0                | 3                | 0                | 1              | 0              | 0              | 0              | 13       | 0      | 3           | 0          |
| M. Monighetti    | 4                | 0                | 0                | 0                | 1              | 0              | 0              | 0              | 5        | 0      | 0           | 0          |
| G. Padula        | 6                | 0                | 0                | 1                | 2              | 0              | 0              | 0              | 8        | 0      | 0           | 1          |
| U. Pelloni       | 16               | 0                | 0                | 0                | 2              | 0              | 0              | 0              | 18       | 0      | 0           | 0          |
| S. Piazza        | 0                | 0                | 0                | 0                | 0              | 0              | 0              | 0              | 0        | 0      | 0           | 0          |
| A. Prati         | 0                | 0                | 0                | 0                | 0              | 0              | 0              | 0              | 0        | 0      | 0           | 0          |
| L. Quadri        | 10               | 0                | 1                | 0                | 1              | 0              | 0              | 0              | 11       | 0      | 1           | 0          |
| M. Rajkovačić    | 0                | 0                | 0                | 0                | 0              | 0              | 0              | 0              | 0        | 0      | 0           | 0          |
| L. Rivoira       | 0                | 0                | 0                | 0                | 0              | 0              | 0              | 0              | 0        | 0      | 0           | 0          |
| P. Rossini       | 0                | 0                | 0                | 0                | 0              | 0              | 0              | 0              | 0        | 0      | 0           | 0          |
| D. Russo         | 13               | 2                | 2                | 0                | 2              | 0              | 0              | 0              | 15       | 2      | 2           | 0          |
| M. Schneeberger  | 2                | 0                | 0                | 0                | 0              | 0              | 0              | 0              | 2        | 0      | 0           | 0          |
| G. Soto          | 10               | 2                | 1                | 0                | 1              | 0              | 0              | 0              | 11       | 2      | 1           | 0          |
| D. Stojanov      | 13               | 1                | 0                | 0                | 2              | 2              | 0              | 0              | 15       | 3      | 0           | 0          |
| S. Vidovic       | 0                | 0                | 0                | 0                | 0              | 0              | 0              | 0              | 0        | 0      | 0           | 0          |
| T. Villa         | 0                | 0                | 0                | 0                | 0              | 0              | 0              | 0              | 0        | 0      | 0           | 0          |